# La Spezia-Sarzana-Brugnatói egyházmegye
A La Spezia-Sarzana-Brugnatói egyházmegye a római katolikus egyház egyik egyházmegyéje Olaszországban.

## Szomszédos egyházmegyék
- Chiavari egyházmegye
- Massa Carrara-Pontremoli egyházmegye
- Piacenza-Bobbiói egyházmegye